# Djursjön (Leksands socken, Dalarna)
Djursjön är en sjö i Leksands kommun i Dalarna och ingår i Dalälvens huvudavrinningsområde. Sjön har en area på 4,67 kvadratkilometer och ligger 246,1 meter över havet. Sjön avvattnas av vattendraget Djurån (Skebergsån). Vid provfiske har bland annat abborre, mört, sik och siklöja fångats i sjön.

## Delavrinningsområde
Djursjön ingår i det delavrinningsområde (672486-144661) som SMHI kallar för Utloppet av Djursjön. Medelhöjden är 297 meter över havet och ytan är 26,21 kvadratkilometer. Det finns ett avrinningsområde uppströms, och räknas det in blir den ackumulerade arean 35,53 kvadratkilometer. Djurån (Skebergsån) som avvattnar avrinningsområdet har biflödesordning 2, vilket innebär att vattnet flödar genom totalt 2 vattendrag innan det når havet efter 258 kilometer. Avrinningsområdet består mestadels av skog (68 procent). Avrinningsområdet har 4,72 kvadratkilometer vattenytor vilket ger det en sjöprocent på 18 procent.

## Fisk
Vid provfiske har följande fisk fångats i sjön:
- Abborre
- Mört
- Sik
- Siklöja
- Öring